# Karabin Arisaka Typ 30
Karabin Arisaka Typ 30 (Arisaka Meiji 30-Shiki) (jap. 三十年式歩兵銃 Sanjū-nen-shiki hohei-jū) – japoński karabin powtarzalny, standardowy karabin japońskiej piechoty od 1897 (30. roku ery Meiji – stąd nazwa) do 1905, gdy zastąpił go karabin Arisaka Typ 38. Tą samą nazwą określano również serię ok. 45 tysięcy karabinków wyprodukowanych z myślą o japońskiej kawalerii. Karabin stanowił podstawowe wyposażenie japońskiej piechoty podczas wojny rosyjsko-japońskiej.
Konflikt wykazał, że karabin ma dwie poważne wady: jest trudny w utrzymaniu w czystości, a jego zamek ma zbyt skomplikowaną konstrukcję by dało się go łatwo rozłożyć do czyszczenia w warunkach polowych.
Zaprojektowany przez płk. Nariakiego Arisakę karabin był pierwszym z długiej serii karabinów i karabinków opartych na jego pomysłach. W zachodnich źródłach często spotyka się określenie "Arisaka" jako nazwę całej rodziny karabinów, jednak jest to nazwa nieoficjalna.

## Opis
Arisaka Typ 30 był bronią powtarzalną, z zamkiem czterotaktowym. Zamek wyposażony w dwa rygle. Karabin wyposażony był w bezpiecznik blokujący zamek i iglicę. Bezpiecznik miał postać haka znajdującego się w tylnej części zamka. Zasilanie ze stałego, pięcionabojowego magazynka. 30-Shiki był wyposażony w łoże i kolbę drewniane, z integralnym chwytem pistoletowym. Typ 30 był wyposażony w mechaniczne przyrządy celownicze składające się z regulowanego celownika (z trójkątną szczerbiną) i muszki.

## Karabiny używane przez Japonię pod koniec XIX
Podczas wojny chińsko-japońskiej (1894–95) armia japońska była wyposażona w karabiny jednostrzałowe Murata Typ 13 i Typ 18 (Murata Meiji 13-Shiki, 18-Shiki) oraz powtarzalne Murata Typ 22 (Murata Meiji 22-Shiki). Wszystkie trzy używane przez Japończyków typy karabinów strzelały amunicją elaborowaną prochem czarnym. Mimo wygrania wojny przez Japonię broń okazała się awaryjna i wrażliwa na zanieczyszczenia. Niska jakość karabinów była powodem licznych przypadków wybuchu karabinu podczas jego stosowania. Zdecydowanie lepiej spisywały się używane przez Chińczyków karabiny Komissionsgewehr.
W połowie lat 90. XIX wieku w Japonii uruchomiono produkcję prochu bezdymnego. Karabinów 22-Shiki, nie można było dostosować do strzelania nowym amunicji wobec czego zdecydowano się opracować nowy model karabinu.
W 1894 rozpoczęła działalność komisja mająca opracować wytyczne i wyłonić nowy karabin dla Armii Cesarskiej. Jej przewodniczącym został komendant tokijskiego arsenału Koishikawa płk Nariaki Arisaka. Doświadczenia wojny chińsko-japońskiej spowodowały, że prototyp nowej broni miał konstrukcję wzorowaną na Mauserze M1888. Testy rozpoczęto w 1896 roku. W 1897 roku nowy karabin został przyjęty do uzbrojenia jako Meiji Sen Rein-Shiki Kanju (karabin 30. roku ery Meiji).

## Historia karabinów 30-Shiki i 35-Shiki
Karabin Typ 30 strzelał nowym nabojem 6,5 x 50 mm SR, elaborowanym prochem bezdymnym. Kaliber 6,5 mm był pod koniec lat 90. XIX wieku uważany za optymalny dla naboju karabinowego. Dla Japończyków dużą zaletą nabojów tego kalibru był niewielki odrzut broni, łatwy do opanowania przez stosunkowo słabo zbudowanych Japończyków (ówczesny japoński żołnierz miał średnio wzrost 158 cm i wagę rzadko dochodzącą do 60 kg).
Doświadczenia z eksploatacji nowego karabinu wykazały, że nie jest to konstrukcja zbyt udana. Szczególnie groźne były częste wypadki rozerwania łuski (efekt słabego opanowania technologii produkcji prochu bezdymnego). Karabin posiadał  w zamku trzy kanały odprowadzające w takim przypadku nadmiar gazów prochowych z komory nabojowej (dwa w przedniej części komory zamkowej, trzeci w trzonie zamkowym), ale konstrukcja zamka sprawiała, że duża część gazów wydostawała się szczelinami w tylnej części zamka, powodując poparzenie twarzy strzelca. Trudne było także posługiwanie się bezpiecznikiem i przeładowywanie broni, a karabin, podobnie jak Typ 22 okazał się wrażliwy na zanieczyszczenia. Zbyt słaba sprężyna uderzeniowa w połączeniu z lekkim zespołem iglicy powodował częste niewypały. Zdarzały się także zacięcia powodowane kłopotami z dosyłaniem naboi i ekstrakcją łusek. Konstrukcja karabinu okazała się zbyt skomplikowana, a duża liczba części, z których składał się zamek utrudniała utrzymywanie karabinu w czystości. Często dochodziło także do zgubienia dna magazynka (było ono osobnym elementem odłączanym przez naciśnięcie przycisku w przedniej części kabłąka spustowego).
Kłopoty z karabinem Typ 30 spowodowały, że w 1902 roku przyjęto do uzbrojenia zmodernizowany karabin Typ 35 (Meiji Sen Go-Shiki Kanju / 35-Shiki). Uproszczono w nim konstrukcję zamka. Zastąpiono w nim kończącą iglicę dwuczęściową nakrętkę wkręcaną w specjalna obsadę, jednoczęściową nakręcaną na iglicę. Nowe zakończenie iglicy poza prostszą konstrukcją miało większą masę co zmniejszyło liczbę niewypałów. Dzięki nadaniu mu kształtu tarczy i powiększeniu otworu w trzonie zamkowym lepiej zabezpieczono twarz strzelca przed gazami z rozerwanych łusek. Zmniejszono hak bezpiecznika dzięki czemu rzadsze stały się przypadki zaczepiania tym elementem broni o oporządzenie. Przeładowywanie broni miała ułatwić nowa rączka zamkowa. Przekonstruowano także przednią część zamka co miało zapobiec kłopotom z dosyłaniem nabojów i ekstrakcją łusek. Zamek osłonięto blaszaną osłoną mającą zmniejszyć wrażliwość broni na zapiaszczenie. Kłopotom z wypinaniem dna magazynka miało zapobiec wyposażenie zatrzasku tej części w bezpiecznik.
Mimo wprowadzenia zmian konstrukcyjnych karabin Typ 35 okazał się konstrukcją jeszcze gorszą od modelu Typ 30. Kłopoty ze zbyt mocno spasowaną osłoną zamka, która musiała być ręcznie otwierana przy przeładowaniu spowodowały, że wyprodukowane karabiny Typ 35 zostały przekazane marynarce wojennej.
Karabiny Typ 30 stanowiły podstawowe uzbrojenie japońskiej piechoty w czasie wojny rosyjsko-japońskiej (1904–05).
Następcą karabinu Typ 30 był karabin Typ 38 z nowym, skonstruowanym przez Kijirō Nambu zamkiem. Pomimo rozpoczęcia produkcji nowego karabinu w 1906 roku, karabiny Typ 30 były używane jeszcze podczas II wojny światowej (głównie przez oddziały tyłowe).
Po wojnie rosyjsko-japońskiej 1904-1905 prawie całkowicie sprzedany Rosji i używany przez ten kraj  w okresie I wojny światowej. Niektóre jednostki wykorzystywały karabin w  wojnie polsko-bolszewickiej w latach 1919-1920.

## Użytkownicy
Poza armią japońską, największym użytkownikiem była Armia Rosyjska, która podczas I wojny światowej nabyła bądź otrzymała w ramach pomocy wojskowej od Wielkiej Brytanii i bezpośrednio od Japonii około 600 000 sztuk karabinów Arisaka, z których ponad połowę stanowiły karabiny Typ 30. Podczas wojny domowej w Rosji broń ta trafiła m.in. na wyposażenie Legionu Czechosłowackiego.